# Олделе (Виченца)
Олделе је насеље у Италији у округу Виченца, региону Венето.
Према процени из 2011. у насељу је живело 51 становника. Насеље се налази на надморској висини од 142 м.